# Дертузос, Михалис
Михаил Дертузос, он же Michael Leonidas Dertouzos (греч. Μιχαήλ Λεωνίδας Δερτούζος) (5 ноября 1936 — 27 августа 2001) — профессор Massachusetts Institute of Technology и директор Лаборатории компьютерной техники — M.I.T. Laboratory for Computer Science (LCS) с 1974 по 2001 гг.
Под руководством Дертузоса Лаборатория компьютерной техники стала пионером нововведений в разных областях, таких как шифрование RSA, шина NuBus, система X Window System и Internet. Дертузос способствовал определению и созданию World Wide Web Consortium и ввёл его в MIT. Он также поддержал проект GNU и общество Free Software Foundation.
В 1968 году он создал Computek, Inc., производитель потенциалоскопов и умных терминалов.
Дертузос закончил Афинский университет и продолжил учёбу в Университете Арканзаса по программе Фулбрайта. Он получил доктора в M.I.T. в 1964 году стал преподавать в M.I.T. С 1974 года и до самой смерти руководил Лабораторией компьютерной техники M.I.T. Похоронен на Первом Афинском кладбище.
5 ноября 2018 года, отмечая его день рождения, Google посвятил Дертузосу свою заставку (Doodle).

## Высказывания
«Мы совершили большую ошибку 300 лет тому назад, когда отделили технологию от гуманизма… Настало время соединить их вновь»
Михаил Дертузос, «Scientific American, July 1997»